# Super GT

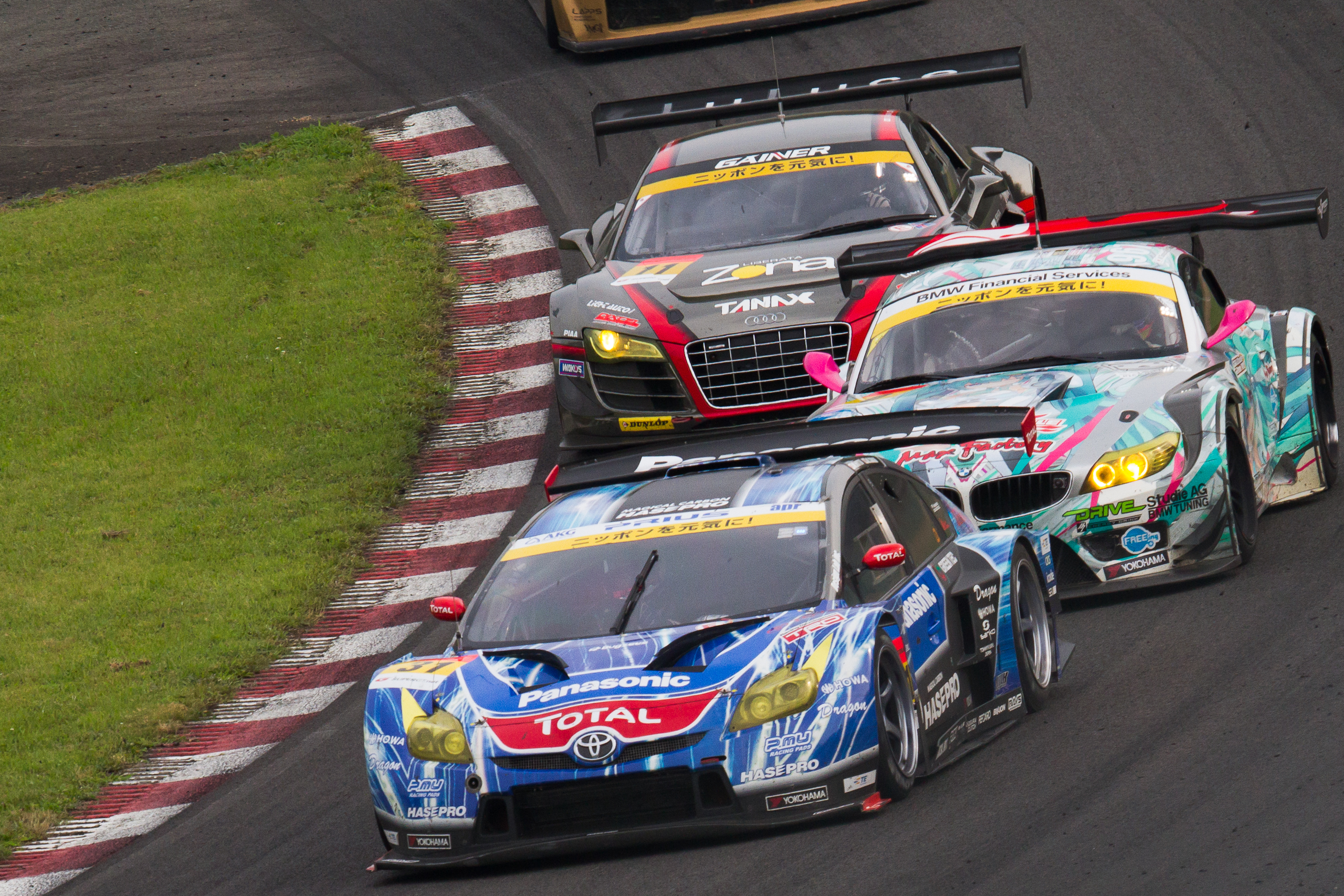
Super GT (2012)

Super GT, wcześniej pod nazwą All–Japan Grand Touring Car Championship lub JGTC – seria wyścigowa samochodów sportowych, promowana przez GT-Association (GT-A), autoryzowana przez Japan Automobile Federation i uprawomocniona przez FIA.
Obecnie startujące samochody podzielone są na dwie klasy: GT500 i GT300 (o mocy do 500 i do 300 KM).
W 2010 organizatorzy serii ogłosiły, że zbadają możliwość ujednolicenia przepisów klasy GT500 z przepisami serii DTM. W październiku 2012 podpisano porozumienie na mocy którego od sezonu 2014 przepisy zostaną ujednolicone. Umożliwi to producentom przygotowanie jednej konstrukcji i wystawienie jej w obu seriach wyścigowych.

## Mistrzowie
| Sezon                                           | Kategoria                                       | Klasyfikacja kierowców                          | Klasyfikacja kierowców                          | Klasyfikacja zespołów                           | Klasyfikacja zespołów                           | Klasyfikacja zespołów                           |
| Sezon                                           | Kategoria                                       | Kierowcy                                        | Samochód                                        |                                                 | Zespół                                          | Samochód                                        |
| All-Japan Grand Touring Car Championship (JGTC) | All-Japan Grand Touring Car Championship (JGTC) | All-Japan Grand Touring Car Championship (JGTC) | All-Japan Grand Touring Car Championship (JGTC) | All-Japan Grand Touring Car Championship (JGTC) | All-Japan Grand Touring Car Championship (JGTC) | All-Japan Grand Touring Car Championship (JGTC) |
| ----------------------------------------------- | ----------------------------------------------- | ----------------------------------------------- | ----------------------------------------------- | ----------------------------------------------- | ----------------------------------------------- | ----------------------------------------------- |
| 1993                                            | GT                                              | Masahiko Kageyama                               | Nissan Skyline GT-R R32                         |                                                 | nie przyznano                                   |                                                 |
| 1994                                            | GT1                                             | Masahiko Kageyama                               | Nissan Skyline GT-R R32                         |                                                 | Calsonic Hoshino Racing                         | Nissan Skyline GT-R R32                         |
| 1994                                            | GT2                                             | Sakae Obata                                     | Porsche 964 Carrera RS                          |                                                 | Kegani Racing                                   | Porsche 964 Carrera RS                          |
| 1995                                            | GT1                                             | Masahiko Kageyama                               | Nissan Skyline GT-R R33                         |                                                 | Calsonic Hoshino Racing                         | Nissan Skyline GT-R R33                         |
| 1995                                            | GT2                                             | Kaoru Hoshino Yoshimi Ishibashi                 | Nissan Skyline GTS-R                            |                                                 | Calsonic Impul                                  | Nissan Skyline GTS-R                            |
| 1996                                            | GT500                                           | David Brabham John Nielsen                      | McLaren F1 GTR                                  |                                                 | Team Lark                                       | McLaren F1 GTR                                  |
| 1996                                            | GT300                                           | Keiichi Suzuki Morio Nitta                      | Porsche Carrera RSR                             |                                                 | Team Taisan Jr.                                 | Porsche 964 Carrera RSR                         |
| 1997                                            | GT500                                           | Pedro de la Rosa Michael Krumm Masami Kageyama  | Toyota Supra                                    |                                                 | Toyota Castrol Team TOM'S                       | Toyota Supra                                    |
| 1997                                            | GT300                                           | Manabu Orido Hideo Fukuyama                     | Nissan Silvia S14                               |                                                 | RS-R Racing Team with Bandoh                    | Nissan Silvia S14                               |
| 1998                                            | GT500                                           | Érik Comas Masami Kageyama                      | Nissan Skyline GT-R R33                         |                                                 | Pennzoil Nismo                                  | Nissan Skyline GT-R R33                         |
| 1998                                            | GT300                                           | Keiichi Suzuki Shingo Tachi                     | Toyota MR2                                      |                                                 | Team Taisan Jr. with Tsuchiya                   | Toyota MR2                                      |
| 1999                                            | GT500                                           | Érik Comas                                      | Nissan Skyline GT-R R34                         |                                                 | Pennzoil Nismo                                  | Nissan Skyline GT-R R34                         |
| 1999                                            | GT300                                           | Morio Nitta                                     | Toyota MR2                                      |                                                 | Momocorse Racing with Tsuchiya                  | Toyota MR2                                      |
| 2000                                            | GT500                                           | Ryo Michigami                                   | Honda NSX                                       |                                                 | Castrol Dome Mugen Project                      | Honda NSX                                       |
| 2000                                            | GT300                                           | Hideo Fukuyama                                  | Porsche 996 GT3R                                |                                                 | Team Taisan Advan                               | Porsche 996 GT3R                                |
| 2001                                            | GT500                                           | Hironori Takeuchi Yūji Tachikawa                | Toyota Supra                                    |                                                 | Nismo Hiroto/Xanavi                             | Nissan Skyline GT-R R34                         |
| 2001                                            | GT300                                           | Nobuyuki Oyagi Takayuki Aoki                    | Nissan Silvia S15                               |                                                 | Team Taisan Advan                               | Porsche 911 GT3R                                |
| 2002                                            | GT500                                           | Juichi Wakisaka Akira Iida                      | Toyota Supra                                    |                                                 | MUGEN-DOME PROJECT                              | Honda NSX                                       |
| 2002                                            | GT300                                           | Morio Nitta Shinichi Takagi                     | Toyota MR-S                                     |                                                 | Team Taisan Advan                               | Porsche 911 GT3R                                |
| 2003                                            | GT500                                           | Satoshi Motoyama Michael Krumm                  | Nissan Skyline GT-R R34                         |                                                 | Xanavi Nismo                                    | Nissan Skyline GT-R R34                         |
| 2003                                            | GT300                                           | Mitsuhiro Kinoshita Masataka Yanagida           | Nissan Fairlady Z Z33                           |                                                 | Team Taisan Advan                               | Chrysler Viper GTS-R Porsche 911 GT3R           |
| 2004                                            | GT500                                           | Satoshi Motoyama Richard Lyons                  | Nissan Fairlady Z Z33                           |                                                 | Nismo Xanavi/Motul Pitwork                      | Nissan Fairlady Z Z33                           |
| 2004                                            | GT300                                           | Tetsuya Yamano Hiroyuki Yagi                    | Honda NSX                                       |                                                 | M-TEC                                           | Honda NSX                                       |
| Super GT                                        |                                                 |                                                 |                                                 |                                                 |                                                 |                                                 |
| 2005                                            | GT500                                           | Yūji Tachikawa Toranosuke Takagi                | Toyota Supra                                    |                                                 | Nismo Xanavi/Motul Pitwork                      | Nissan Fairlady Z Z33                           |
| 2005                                            | GT300                                           | Kota Sasaki Tetsuya Yamano                      | Toyota MR-S                                     |                                                 | Team Reckless                                   | Toyota MR-S                                     |
| 2006                                            | GT500                                           | Juichi Wakisaka André Lotterer                  | Lexus SC430                                     |                                                 | Open Interface Toyota Team TOM'S                | Lexus SC430                                     |
| 2006                                            | GT300                                           | Tetsuya Yamano Hiroyuki Iiri                    | Mazda RX-7                                      |                                                 | RE Amemiya Racing Asparadrink                   | Mazda RX-7 FD3S                                 |
| 2007                                            | GT500                                           | Daisuke Itō Ralph Firman                        | Honda NSX                                       |                                                 | Autobacs Racing Team Aguri                      | Honda NSX                                       |
| 2007                                            | GT300                                           | Kazuya Ōshima Hiroaki Ishiura                   | Toyota MR-S                                     |                                                 | Cars Tokai Dream 28 Privée Kenzo Asset          | Mooncraft/Riley Shiden MC/RT-16.                |
| 2008                                            | GT500                                           | Satoshi Motoyama Benoît Tréluyer                | Nissan GT-R                                     |                                                 | Petronas Toyota Team TOM'S                      | Lexus SC430                                     |
| 2008                                            | GT300                                           | Kazuki Hoshino Hironobu Yasuda                  | Nissan 350Z                                     |                                                 | MOLA                                            | Nissan 350Z                                     |
| 2009                                            | GT500                                           | Juichi Wakisaka André Lotterer                  | Lexus SC430                                     |                                                 | Lexus Team Petronas TOM'S                       | Lexus SC430                                     |
| 2009                                            | GT300                                           | Manabu Orido Tatsuya Kataoka                    | Lexus IS350                                     |                                                 | Racing Project Bandoh                           | Lexus IS350                                     |
| 2010                                            | GT500                                           | Takashi Kogure Loïc Duval                       | Honda HSV-010 GT                                |                                                 | Weider Honda Racing                             | Honda HSV-010 GT                                |
| 2010                                            | GT300                                           | Kazuki Hoshino Masataka Yanagida                | Nissan 350Z                                     |                                                 | Hasemi Motorsport                               | Nissan 350Z                                     |
| 2011                                            | GT500                                           | Ronnie Quintarelli Masataka Yanagida            | Nissan GT-R                                     |                                                 | MOLA                                            | Nissan GT-R                                     |
| 2011                                            | GT300                                           | Nobuteru Taniguchi Taku Bamba                   | BMW Z4 GT3                                      |                                                 | GSR&Studie with TeamUKYO                        | BMW Z4 GT3                                      |
| 2012                                            | GT500                                           | Ronnie Quintarelli Masataka Yanagida            | Nissan GT-R                                     |                                                 | MOLA                                            | Nissan GT-R                                     |
| 2012                                            | GT300                                           | Kyosuke Mineo Naoki Yokomizo                    | Porsche 911 GT3-R                               |                                                 | Team Taisan ENDLESS                             | Porsche 911 GT3-R                               |
| 2013                                            | GT500                                           | Kōhei Hirate Yūji Tachikawa                     | Lexus SC430                                     |                                                 | Lexus Team Zent Cerumo                          | Lexus SC430                                     |
| 2013                                            | GT300                                           | Hideki Mutō Yuhki Nakayama                      | Honda CR-Z                                      |                                                 | Team Mugen                                      | Honda CR-Z                                      |
| 2014                                            | GT500                                           | Tsugio Matsuda Ronnie Quintarelli               | Nissan GT-R                                     |                                                 | Nismo                                           | Nissan GT-R                                     |
| 2014                                            | GT300                                           | Tatsuya Kataoka Nobuteru Taniguchi              | BMW Z4 GT3                                      |                                                 | Gainer                                          | Mercedes-Benz SLS AMG GT3                       |